# كاي مكمان
كاي مكمان (بالإنجليزية: Kay McMahon)‏ هي لاعبة غولف أمريكية، ولدت في 27 أكتوبر 1948 في منيابولس في الولايات المتحدة.